# Universidad de Oklahoma

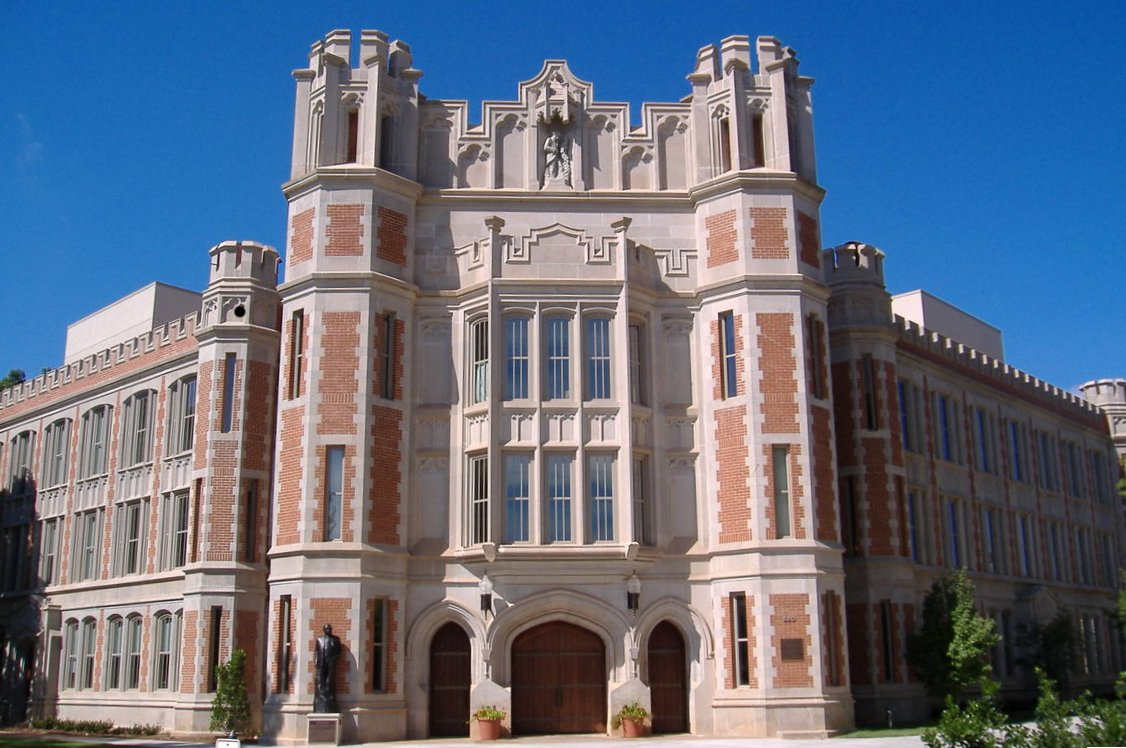
El centro Donald W. Reynolds Center para artes de la interpretación.

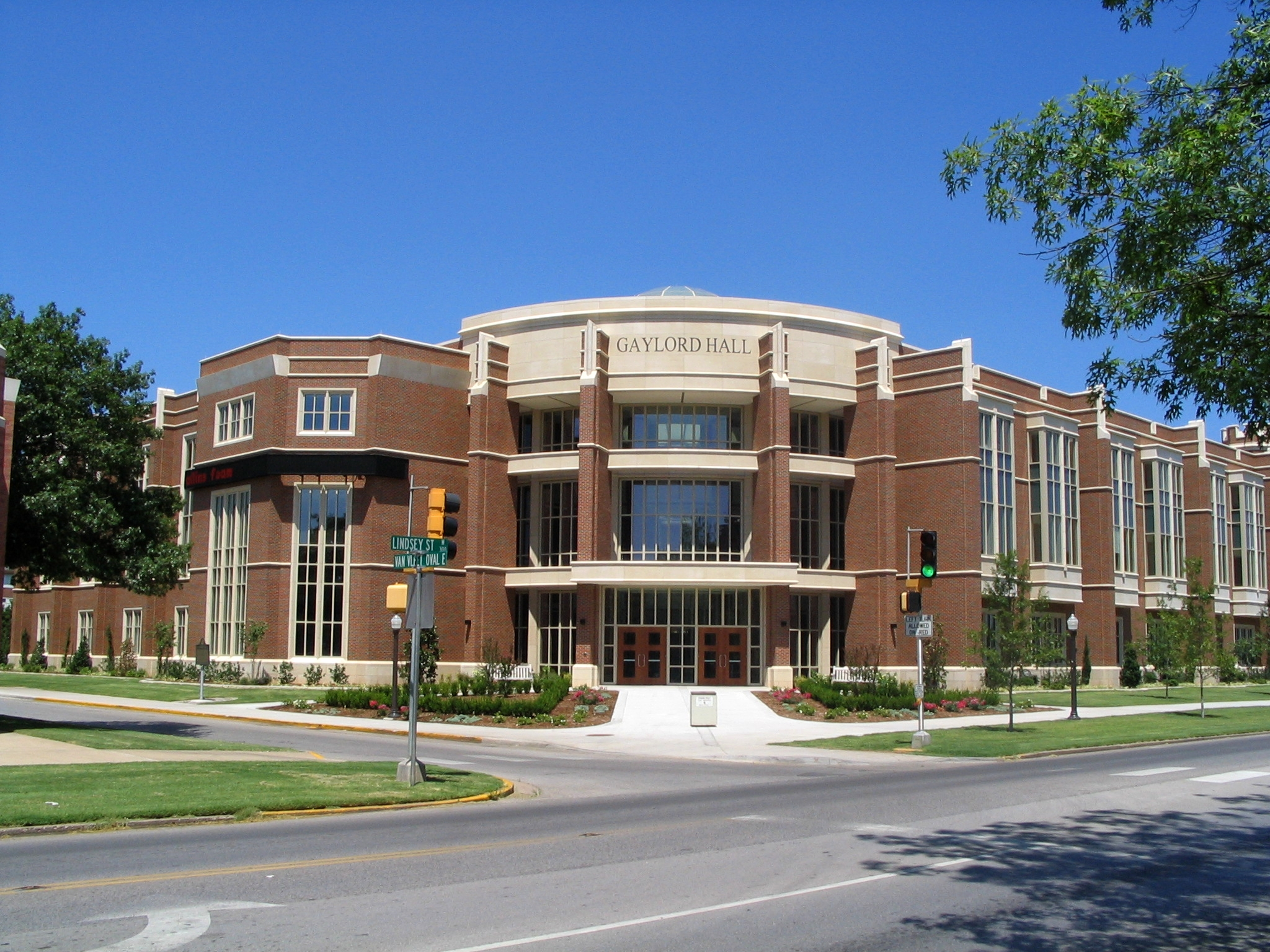
Gaylord Hall – Facultad de periodismo y comunicación de masas.

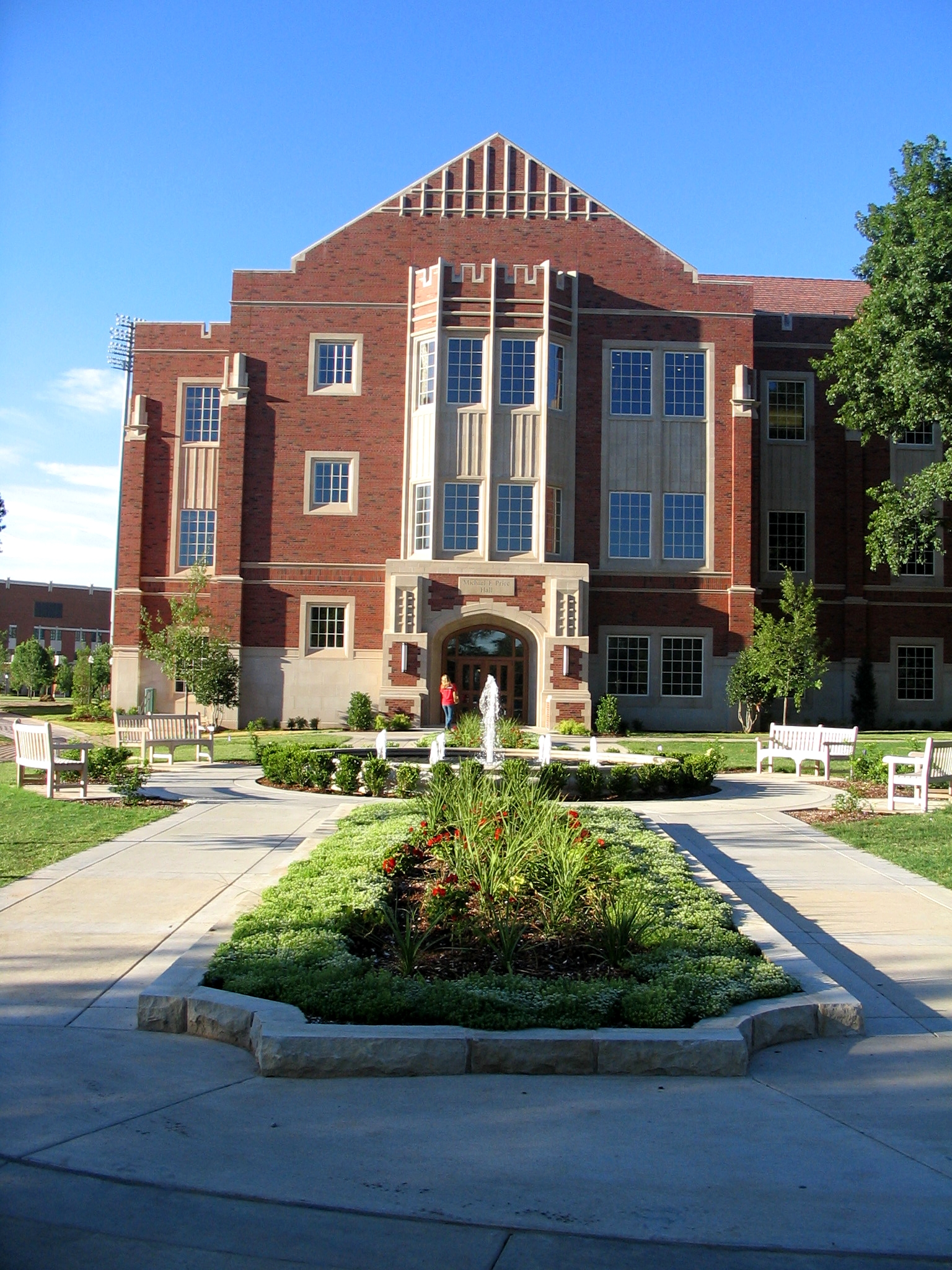
Price Hall – Factultad de Ciencias Económicas.

La Universidad de Oklahoma, también conocida como OU (en idioma inglés University of Oklahoma) es una universidad pública situada en Norman en la parte central del estado de Oklahoma, en los Estados Unidos. Con 30.447 estudiantes matriculados, es el centro de estudios superiores más importante en el estado de Oklahoma. Junto al campus principal en Norman, también dispone de un hospital clínico y una facultad de medicina en Oklahoma City, así como una sede en Tulsa con aproximadamente 3500 estudiantes. La universidad es especialmente famosa por su investigación y docencia en las áreas de arquitectura, geología, historia de las ciencias, meteorología, estudios sobre indígenas estadounidenses, ingeniería de petróleos, derecho y danza.

## Historia
La universidad se fundó en 1890 como Norman Territorial University, para adquirir en 1907 su denominación actual.
En 1948 George Mclaurin, se convirtió en el primer estudiante afroamericano admitido en la universidad.

## Facultades y escuelas
Entre paréntesis se muestra el porcentaje de estudiantes respecto al total. 
- Arquitectura
- Geografía y Ciencias de la Atmósfera
- Tierra y energía
- Humanidades (37 %)
- Ciencias de la salud (Oklahoma City/Tulsa)
- Ingenierías (11 %)
- Periodismo y comunicación en masas  – Gaylord College of Journalism and Mass Communication (6 %)
- Arte – Weitzenhoffer Family College of Fine Arts
- Medicina
- Salud púbica
- Pedagogía (6 %)
- Farmacia
- Física
- Enfermería
- Derecho
- Ciencias Económicas – Michael F. Price College of Business (14 %)
- Ortodoncia (Oklahoma City/Tulsa)

## Deporte
Sus equipos deportivos, los Oklahoma Sooners, pertenecen a la Southeastern Conference. El equipo más importante de los Sooners es el de fútbol americano. Los partidos locales se celebran en el Gaylord Family Oklahoma Memorial Stadium. Otros equipos a destacar son el baloncesto (tanto femenino como masculino), el béisbol (masculino), el softball (femenino), el voleibol (femenino), el fútbol (femenino), el golf (masculino), el atletismo (masculino y femenino) y la lucha (Wrestling).

## Estudiantes célebres
- Gregory Benford – Escritor de ciencia ficción y físico.
- Bobby Boyd – Jugador de fútbol americano.
- C. J. Cherryh – Escritora.
- Tom Coburn - Senador.
- James Garner – Actor.
- Blake Griffin - Jugador profesional de baloncesto.
- Taylor Griffin - Jugador profesional de baloncesto, es hermano de Blake Griffin.
- Jake Hager – Luchador profesional y peleador de MMA.
- Fred Haise – Astronauta.
- Todd Hamilton – Jugador de golf.
- Ed Harris – Actor, director y productor.
- Brad Henry – Gobernador de Oklahoma.
- Buddy Hield - Jugador profesional de baloncesto.
- Shannon Lucid – Astronauta.
- Ralph Neely – Jugador de fútbol americano.
- Mary Kim Titla – Reportera de televisión, periodista, candidata india al congreso.
- Helen Robson Walton – Viuda de Sam Walton, fundador de la cadena de supermercados Walmart.
- Juan Carlos Calderón Romero – Arquitecto y urbanista Boliviano.